# Micul icosicosidodecaedru retrosnub
În geometrie micul icosicosidodecaedru retrosnub este un poliedru uniform neconvex, cu indicele U72. Are 112 fețe (100 de triunghiuri și 12 pentagrame), 180 de laturi și 60 de vârfuri. Având 112 de fețe, este un hecatododecaedru. Un poliedru neconvex are fețe care se intersectează care nu reprezintă muchii sau fețe noi. Doar cele marcate cu sfere aurii sunt vârfuri, iar cele cu linii argintii sunt laturi. Mai este cunoscut drept icosaedru retroholosnub. Spre deosebire de majoritatea poliedrelor snub, are simetrii de reflexie.
40 din cele 100 de fețe triunghiulare care nu sunt snub (albastre în imaginea din casetă) sunt grupate în 20 de perechi coplanare, formând hexagrame neregulate.
Are simbolul Schläfli sr{5/3,3/2}, simbolul Wythoff | 3/2 3/2 5/2 și diagrama Coxeter–Dynkin .

## Mărimi asociate

### Coordonate carteziene
Coordonatele carteziene ale vârfurilor unui  mic icosicosidodecaedru retrosnub centrat în origine, cu lungimea laturii de 4, sunt toate permutările pare ale:
{\displaystyle \left(\,\pm (1-\varphi -\alpha ),\,0,\,\pm (3-\varphi \alpha )\,\right)}
{\displaystyle \left(\,\pm (\varphi -1-\alpha ),\,\pm 2,\,\pm (2\varphi -1-\varphi \alpha )\,\right)}
{\displaystyle \left(\,\pm (\varphi +1-\alpha ),\,\pm 2(\varphi -1),\,\pm (1-\varphi \alpha )\,\right)}
unde {\displaystyle \varphi ={\frac {1+{\sqrt {5}}}{2}}} este secțiunea de aur iar {\displaystyle \alpha ={\sqrt {3\varphi -2}}.}.

### Raza sferei circumscrise
Raza sferei circumscrise pentru lungimea laturii egală cu a este:
{\displaystyle R={\frac {1}{4}}{\sqrt {13+3{\sqrt {5}}-{\sqrt {102+46{\sqrt {5}}}}}}\,a\approx 0,580695\,a}

### Volum
Următoarea formulă pentru volum V este stabilită pentru lungimea laturilor tuturor poligoanelor (care sunt regulate) a:
{\displaystyle V={\frac {1}{12}}\left(45+39{\sqrt {5}}-5{\sqrt {302+150{\sqrt {5}}}}\right)\,a^{3}\approx 0,497644\,a^{3}}

## Poliedre înrudite
Anvelopa sa convexă este un dodecaedru trunchiat neuniform.

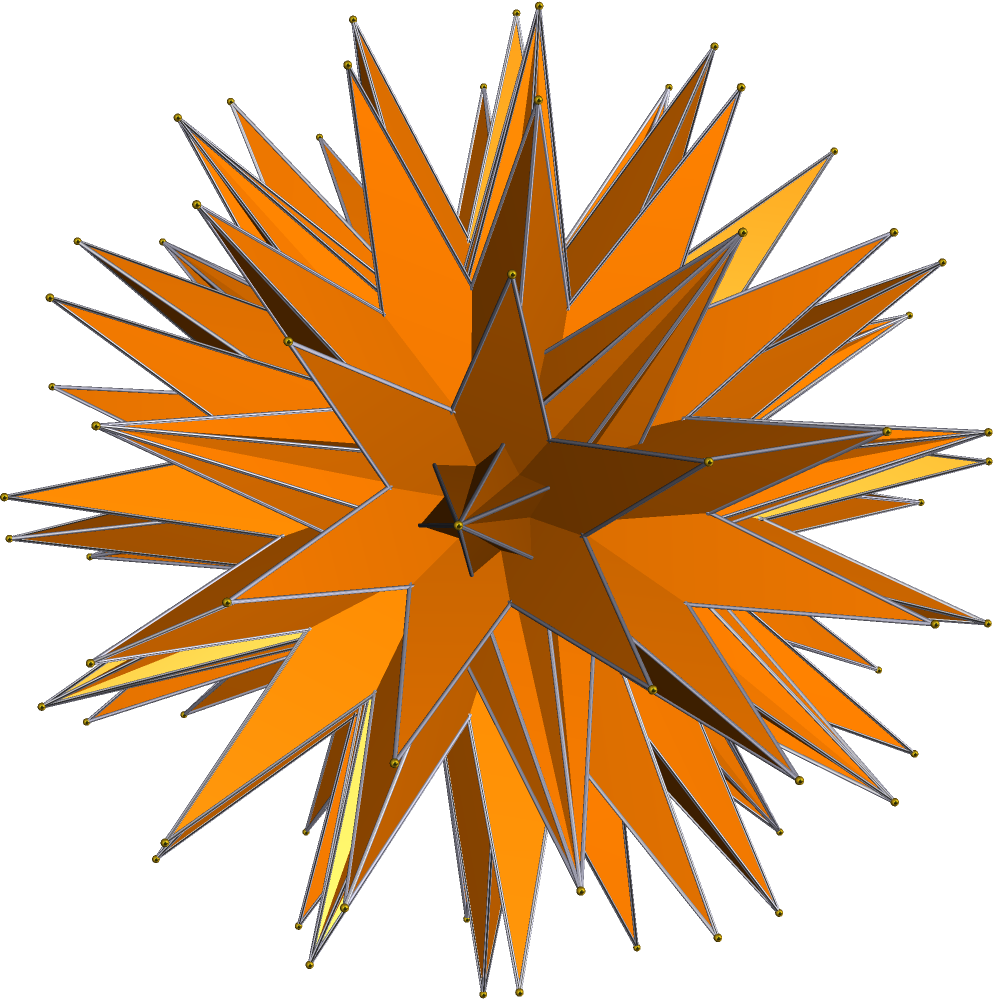
Dual: micul hexacontaedru hexagramic

| Dodecaedru trunchiat | Dodecaedru trunchiat neregulat (anvelopa convexă) | Micul icosicosidodecaedru retrosnub |

### Poliedru dual
Dualul său este micul hexacontaedru hexagramic.